# Antrain
Antrain är en kommun i departementet Ille-et-Vilaine i regionen Bretagne i nordvästra Frankrike. Kommunen ligger i kantonen Antrain som tillhör arrondissementet Fougères-Vitré. År 2018 hade Antrain 1 289 invånare.

## Befolkningsutveckling
Antalet invånare i kommunen Antrain
Referens:INSEE